# Francesco Massara

Erzbischofswappen von Francesco Massara

Francesco Massara (* 1. Juli 1965 in Tropea, Provinz Vibo Valentia, Italien) ist ein italienischer Geistlicher und römisch-katholischer Erzbischof von Camerino-San Severino Marche sowie Bischof von Fabriano-Matelica.

## Leben
Nach dem Besuch des Liceo Pasquale Galluppi in Tropea begann Francesco Massara 1983 das Studium der Philosophie an der Universität La Sapienza in Rom und das Studium der Bibliothekswissenschaft und Archivkunde an der Vatikanischen Schule für Paläografie, Diplomatik und Archivkunde. Beide Fächer schloss er 1988 mit dem Diplom ab. Anschließend trat Massara als Alumne des Bistums Mileto-Nicotera-Tropea in das Päpstliche Römische Priesterseminar ein und begann an der Päpstlichen Lateranuniversität das Studium der Katholischen Theologie. Er empfing am 17. April 1993 das Sakrament der Priesterweihe. 1994 erwarb Massara das Lizenziat im Fach Dogmatik.
Von 1992 bis 1995 war Francesco Massara als Assistent am Päpstlichen Römischen Priesterseminar tätig, bevor er in sein Heimatbistum zurückkehrte und Direktor des Diözesanzentrums für Berufungen wurde. 1996 wurde er zum Pfarrer der Pfarrei San Nicola Vescovo in Vazzano bestellt. Zudem war Massara von 1996 bis 1999 Mitglied des Priesterrates und des Diözesanpastoralrates sowie Mitarbeiter der Diözeancaritas. Von 1999 bis 2003 war er zusätzlich zu seiner Seelsorgetätigkeit Verantwortlicher des diözesanen Verwaltungsbüros. 2006 wurde Francesco Massara Generalökonom des Päpstlichen Römischen Priesterseminars und Sekretär des Verwaltungsrates der Associazione Missionari Imperiali. Danach war Massara seit Februar 2017 Pfarrer der Pfarrei San Pantaleone Martire in Limbadi, Vizedirektor des diözesanen Verwaltungsbüros und erneut Mitglied des Priesterrates.
Am 27. Juli 2018 ernannte ihn Papst Franziskus zum Erzbischof von Camerino-San Severino Marche. Der Bischof von Mileto-Nicotera-Tropea, Luigi Renzo, spendete ihm am 6. Oktober desselben Jahres die Bischofsweihe; Mitkonsekratoren waren der emeritierte Erzbischof von Camerino-San Severino Marche, Francesco Giovanni Brugnaro, der Erzbischof von Catanzaro-Squillace, Vincenzo Bertolone SdP, der Erzbischof von Urbino-Urbania-Sant’Angelo in Vado, Giovanni Tani, und der Erzbischof von Fermo, Rocco Pennacchio. Die Amtseinführung erfolgte am 21. Oktober 2018.
Seit dem 26. Juli 2019 war Francesco Massara zudem Apostolischer Administrator von Fabriano-Matelica. Papst Franziskus vereinigte das Erzbistum Camerino-San Severino Marche am 27. Juni 2020 in persona episcopi mit dem Bistum Fabriano-Matelica, zu dessen Bischof Francesco Massara gleichzeitig ernannt wurde. Die Amtseinführung im Bistum Fabriano-Matelica fand am 8. September desselben Jahres statt.